# Neofusicoccum eucalyptorum
Neofusicoccum eucalyptorum är en svampart som först beskrevs av Crous, H. Sm. ter & M.J. Wingf., och fick sitt nu gällande namn av Crous, Slippers & A.J.L. Phillips 2006. Neofusicoccum eucalyptorum ingår i släktet Neofusicoccum och familjen Botryosphaeriaceae.   Inga underarter finns listade i Catalogue of Life.